# Eduardo María Schilling Monfort
Pour les articles homonymes, voir Schilling et Monfort.
Eduardo María Schilling Monfort (né en 1852 à Waldshut-Tiengen et mort le 13 novembre 1925 à Barcelone), est un footballeur et commerçant allemand.

## Biographie
Eduardo María Schilling est un Allemand d'origine juive converti au catholicisme qui s'installe à Barcelone où il fonde une armurerie réputée.
Le 8 décembre 1899, il joue le premier match de l'histoire du FC Barcelone,.